# ایلمتس
ایلمتس (به آلمانی: Illmitz) یک شهر بازاری و شهرستان اتریش در اتریش است که در Neusiedl am See District واقع شده‌است.

## خصوصیات
ایلمتس  ۲٬۳۵۹ نفر جمعیت دارد.